# Flaga (algebra liniowa)
Flaga – rosnący ciąg podprzestrzeni skończeniewymiarowej przestrzeni liniowej {\displaystyle V,} gdzie wyraz „rosnący” oznacza, iż każda z przestrzeni jest właściwą podprzestrzenią kolejnej (zob. filtracja):
{\displaystyle \{\mathbf {0} \}=V_{0}\subset V_{1}\subset V_{2}\subset \dots \subset V_{k}=V.}
Jeżeli {\displaystyle \dim V_{j}=d_{j},} to
{\displaystyle 0=d_{0}<d_{1}<d_{2}<\dots <d_{k}=n,}
gdzie {\displaystyle n} oznacza wymiar {\displaystyle V} (przyjmując, że jest ona skończeniewymiarowa). Stąd musi być {\displaystyle k\leqslant n.} Flagę nazywa się zupełną, jeżeli {\displaystyle d_{j}=j,} w przeciwnym wypadku nazywa się ją częściową.
Flagę częściową można otrzymać z zupełnej poprzez usunięcie pewnej liczby podprzestrzeni i odwrotnie: każda flaga częściowa może być uzupełniona (na wiele różnych sposobów) poprzez wstawianie odpowiednich podprzestrzeni.
Ciąg {\displaystyle (d_{1},\dots ,d_{k})} wymiarów podprzestrzeni z których się składa, nazywa się sygnaturą flagi.

## Bazy
O uporządkowanej bazie {\displaystyle V} mówi się, że jest adaptowana do flagi, jeżeli pierwsze {\displaystyle d_{i}} wektorów bazowych stanowi bazę {\displaystyle V_{j}} dla każdego {\displaystyle 0\leqslant j\leqslant k.} Za pomocą standardowych twierdzeń algebry liniowej można dowieść, że każda flaga ma bazę adaptowaną.
Dowolna baza uporządkowana może być przekształcona we flagę zupełną przyjmując, iż każda z podprzestrzeni {\displaystyle V_{j}} jest rozpięta przez pierwsze {\displaystyle i} wektorów bazowych. Na przykład flaga standardowa w {\displaystyle \mathbb {R} ^{n}} jest indukowana za pomocą bazy standardowej {\displaystyle (e_{1},\dots ,e_{n}),} gdzie {\displaystyle e_{j}} oznacza wektor z {\displaystyle 1} na {\displaystyle j}-tej współrzędnej i z {\displaystyle 0} na pozostałych. Mianowicie jest to ciąg podprzestrzeni:
{\displaystyle K^{0}=\{\mathbf {0} \}<\langle e_{1}\rangle <\langle e_{1},e_{2}\rangle <\dots <\langle e_{1},\dots ,e_{n}\rangle =K^{n}.}
Baza adaptowana prawie nigdy nie jest wyznaczona jednoznacznie (trywialne kontrprzykłady); zobacz niżej.
Flaga zupełna na przestrzeni unitarnej ma w zasadzie wyznaczoną jednoznacznie bazę ortonormalną: jest ona jednoznaczna co do mnożenia każdego z wektorów przez jedność (skalar jednostkowy, jak np. {\displaystyle 1,-1,i}). Najłatwiej wynik ten osiągnąć za pomocą indukcji zauważając, że {\displaystyle v_{j}\in V_{j-1}^{\perp }<V_{j},} co definiuje ją jednoznacznie co do jedności.
Bardziej abstrakcyjnie: jest ona wyznaczona jednoznacznie co do działania torusa maksymalnego – flaga odpowiada podgrupie Borela, a iloczyn skalarny jest odpowiednikiem maksymalnej podgrupy zwartej.

## Stabilizator
Podgrupa stabilizatora standardowej flagi grupą odwracalnych macierzy górnotrójkątnych.
Ogólniej, stabilizator flagi (złożony z operatorów liniowych {\displaystyle T} działających na {\displaystyle V} takich, że {\displaystyle T(V_{j})<V_{j}} dla każdego {\displaystyle j}) jest, w języku macierzy, algebrą górnotrójkątnych macierzy klatkowych (względem bazy adaptowanych), gdzie klatki są stopnia {\displaystyle d_{j}-d_{j-1}.} Podgrupą stabilizatora flagi zupełnej jest górnotrójkątnych macierzy odwracalnych względem dowolnej bazy adaptowanej do flagi. Podgrupa macierzy dolnotrójkątnych względem takiej bazy zależy od tej bazy i z tego powodu nie może być scharakteryzowana wyłącznie za pomocą języka flag.
Podgrupa stabilizatora dowolnej flagi zupełnej jest podgrupą Borela (pełnej grupy liniowej), a stabilizator dowolnej flagi częściowej to podgrupa paraboliczna.
Podgrupa stabilizatora flagi działa w sposób regularny na bazach adaptowanych do flagi, tak więc nie są one wyznaczone w sposób jednoznaczny, o ile stabilizator nie jest trywialny, co zdarza się w wyjątkowej sytuacji: wyłącznie dla przestrzeni liniowej wymiaru {\displaystyle 0} lub przestrzeni liniowej nad {\displaystyle \mathbf {F} _{2}} wymiaru {\displaystyle 1} (a więc dokładnie w tych przypadkach, gdy istnieje dokładnie jedna baza, niezależnie od jakiejkolwiek flagi).

## Uogólnienia

### Gniazdo podprzestrzeni
W nieskończeniewymiarowej przestrzeni {\displaystyle V,} jaką spotyka się w analizie funkcjonalnej, ideę flagi uogólnia się do gniazda podprzestrzeni (ang. subspace nest). Jest to uporządkowany liniowo (za pomocą inkluzji) zbiór podprzestrzeni {\displaystyle V} zamknięty ze względu na branie przekrojów i powłok liniowych.